# Конюша (гмина)
Конюша (пол. Koniusza) — сельская гмина (волость) в Польше, входит как административная единица в Прошовицкий повет, Малопольское воеводство. Население — 8669 человек (на 2004 год).

## Демография
| Перепись                       | Всего   | Всего | Женщины | Женщины | Мужчины | Мужчины |
| ------------------------------ | ------- | ----- | ------- | ------- | ------- | ------- |
| Единицы                        | человек | %     | человек | %       | человек | %       |
| Население                      | 8669    | 100   | 4368    | 50,4    | 4301    | 49,6    |
| Плотность населения (чел./км²) | 98      | 98    | 49,4    | 49,4    | 48,6    | 48,6    |

## Сельские округа
1. Бюркув-Малы
2. Бюркув-Вельки
3. Будзеёвице
4. Хоронжыце
5. Чернихув
6. Далевице
7. Глев
8. Глевец
9. Гнатовице
10. Гурка-Яклиньска
11. Карвин
12. Конюша
13. Лышковице
14. Мунячковице
15. Негардув
16. Негардув-Колёня
17. Пётрковице-Мале
18. Пётрковице-Вельке
19. Полекарцице
20. Посондза
21. Пшеславице
22. Жендовице
23. Седлиска
24. Шарбя
25. Вонсув
26. Вежбно
27. Вронец
28. Вронин
29. Зелёна

## Соседние гмины
1. Гмина Иголомя-Вавженьчице
2. Гмина Коцмыжув-Любожица
3. Краков
4. Гмина Прошовице
5. Гмина Радземице
6. Гмина Сломники